# Tim Berners-Lee
Sir Timothy Berners-Lee (London, 8. lipnja 1955.) izumitelj je World Wide Weba i čelnik World Wide Web Consortiuma.
Krajem 1980-ih, dok je bio zaposlen na institutu CERN u Ženevi u Švicarskoj, Tim Berners-Lee kombiniranjem različitih tehnika usavršio je ovo što danas zovemo World Wide Web, sustav koji omogućava linkanje, pregledavanje i sortiranje informacija preko računala povezanih telefonskom mrežom. Zbog toga se danas naziva ocem Interneta. 
Prvu uspješnu komunikaciju računala preko interneta obavio je 25. prosinca 1990. godine, a već je 1991. godine javnosti putem interneta prikazao prvu web stranicu.
Za svoje je zasluge ovaj Britanac s prebivalištem u SAD-u odlikovan viteškom titulom britanske kraljevske kuće.

## Vanjske poveznice
- Kopija prve internet stranice